# Sarbice Pierwsze
Sarbice Pierwsze ist ein Dorf mit 271 Einwohnern in der Woiwodschaft Heiligkreuz in Polen. Es gehört zur Gemeinde Łopuszno im Powiat Kielecki und liegt auf einer Höhe von etwa 245 Metern über dem Meeresspiegel. Das Verwaltungszentrum der Gemeinde in Łopuszno ist etwa fünf Kilometer in südlicher Richtung von Sarbice Pierwsze entfernt. Das Schwesterdorf Sarbice Drugie liegt etwa zwei Kilometer nördlicher. Haupteinnahmequellen des Dorfes sind die Forst- und Landwirtschaft. Die früheste schriftliche Erwähnung stammt aus dem Jahr 1470.